# What's Wrong with Angry?
What's Wrong with Angry? es una obra de teatro escrita en 1992 por el dramaturgo y guionista Patrick Wilde, centrada en la relación entre dos estudiantes de secundaria gais. En 1998, la obra fue adaptada a una película por Paramount Pictures titulada Get Real.

## Historia
What's Wrong with Angry? fue la primera obra de Wilde, escrita en una época cuando la edad de consentimiento para personas homosexuales era cinco años mayor que los heterosexuales y el controversial Artículo 28 prohibía que las escuelas y autoridades locales describieran las relaciones homosexuales como algo aceptable de la vida familiar. Los personajes principales —Steven Carter y John Westhead— aún son estudiantes de secundaria; Wilde señaló que era "bastante crucial" que Carter tuviera dieciséis años, puesto que quería llamar la atención sobre el hecho de que Carter estaba violando la ley mientras que sus compañeros heterosexuales, en cambio, no.

## Argumento
Steven Carter es un estudiante británico gay de dieciséis años que ha vivido toda su vida en el armario. Steven constantemente visita los baños públicos con la esperanza de conocer a otros hombres, aunque sin mucho éxito. En una de estas visitas, Steven se encuentra con John Westhead, el chico más popular e ídolo deportista de la escuela, con quien pronto comienza una especie de relación. Sin embargo, la felicidad de Steven dura poco, en parte debido a la homofobia de John y su reticencia a aceptar su homosexualidad, así como también al acoso que Steven recibe de sus compañeros de clase. El único apoyo emocional de Steven es su vecina y mejor amiga, Linda, una joven con sobrepeso y baja autoestima. Steven también contará con la asistencia de su maestro de mediana edad Simon Hutton, quien simpatiza con los problemas de este puesto que él también ha sido reprimido por su sexualidad. Steven comparte sus observaciones irónicas con la audiencia.

## Producciones

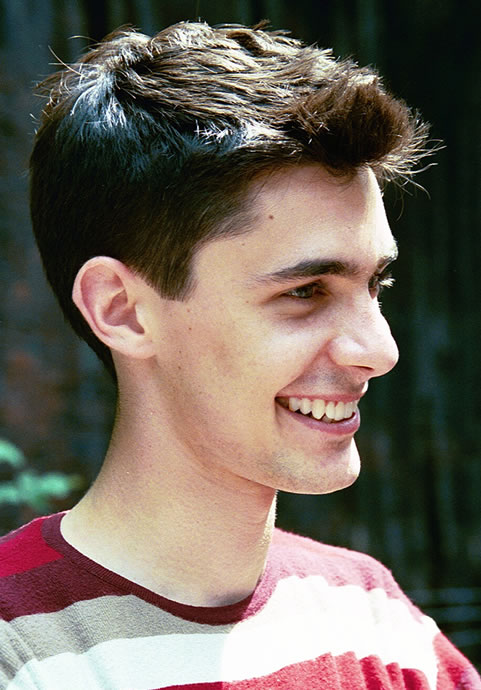
El actor Ben Silverstone, intérprete de Steven Carter en la adaptación cinematográfica Get Real.

What's Wrong with Angry? fue estrenada por primera vez en 1993 en el Lost Theatre, en Fulham, Londres. Contó con un reparto y equipo de producción sin pagar de casi veinte personas y una audiencia de solo seis. No fue hasta que la prensa dio comentarios favorables acerca de la obra que el público comenzó a llegar en masa y los boletos se agotaron en la última semana. Al año siguiente, se realizaron funciones en el Oval House en Londres, donde los boletos nuevamente se agotaron y la obra fue extendida por una semana más en el Battersea Arts Center (BAC) Studio. Después de la presentación final, el director de cine Simon Shore y el productor Steven Taylor acudieron a Wilde para discutir sobre una posible versión cinematográfica, para la cual Wilde escribió el guion y fue estrenada en 1998 bajo el nombre de Get Real.
En 1994, la obra realizó funciones en el BAC, mientras que al año siguiente el equipo se trasladó a los Teatros del West End, donde actuaron en el Arts Theatre durante ocho semanas. What's Wrong with Angry? también ha sido interpretada en teatros de Copenhague, Los Ángeles, San Francisco y Chicago. 
El 30 de julio de 2008, una nueva producción dirigida por el propio Wilde fue inaugurada en el Festival Fringe de Edimburgo el 30 de julio de 2008 hasta el 25 de agosto. Esta fue la primera producción británica de la obra en trece años, y fue coproducida por los creadores de la serie Taggart, Glenn Chandler y Pete Shaw. La producción luego se trasladó a Londres y actuó en el The King's Head Theatre desde el 8 de julio al 16 de agosto de 2009, producida por Hartshorn-Hook. El 1 de noviembre de 2018, se llevó a cabo una producción celebrando el 25 aniversario de la obra en la Ciudad de México.[cita requerida]

## Secuela
En 2002, Wilde escribió una segunda obra titulada You Couldn't Make It Up. Si bien teóricamente no es una secuela de la obra original, incluyó a dos personajes de What's Wrong with Angry?, John y Kevin, además de una pequeña aparición de Steven Carter. You Couldn't Make It Up fue estrenada en el Gilded Balloon de Edimburgo durante el Edinburgh Fringe de 2002, y fue transferida al New End Theatre, Hampstead en 2003. Ambas producciones fueron producidas por Pete Shaw.